# Selayar
Selayar (indonesiano: Pulau Selayar) è l'isola più grande dell'arcipelago omonimo, in Indonesia.

## Geografia
L'isola di Selayar (detta anche Salayar, Salayer o Salajar) è un'isola posizionata nel Mare di Flores a sud della penisola sud-occidentale di Sulawesi e separata da essa dall'omonimo stretto.
Il clima è tropicale umido. L'isola, lunga circa 80 km, è ricoperta di foreste pluviali tropicali a foglia larga. Centro principale è Kota Benteng, altre località sono Bonelohe, Padang e Barangbarang. L'isola è un centro importante per le immersioni subacquee.